# Diverso da chi?
Pour plus de détails, voir Fiche technique et Distribution.
Diverso da chi? (Différent de qui ?) est un film italien réalisé par Umberto Carteni (it) et sorti en 2009. Le film a été entièrement tourné à Trieste.

## Synopsis
Piero est un jeune homme politique ouvertement gay qui partage depuis quatorze ans la vie de Remo. Piero se présente à la primaire pour les élections municipales dans le seul but de favoriser la candidature choisie par le parti. L'engagement de son équipe de propagande combinée à la disparition prématurée du favori l'amènent à défendre ses idées novatrices et progressistes. Au cours de la campagne, il est rejoint par Adèle, conservatrice pro-famille et contre toutes les idées modernes. Les deux personnages se querellent d'abord, puis sont attirés l'un vers l'autre, ce qui provoque un certain émoi parmi les électeurs, l'équipe de Pietro et ses opposants politiques...
Ce film suggère que les différences (d'orientation sexuelle, par exemple) ne peuvent faire oublier les ressemblances (le besoin d'amour, de sécurité, le désir d'enfants). Il aborde les thèmes du mariage homosexuel, de la famille (à trois parents, dans ce cas), de la parentalité, et de l'homophobie.

## Fiche technique
- Titre original : Diverso da chi?
- Titre français : Différent de qui ?
- Réalisation : Umberto Carteni (it)
- Scénario : Fabio Bonifacci (it)
- Photographie : Marcello Montarsi
- Montage : Consuelo Catucci
- Décors : Luca Merlini
- Studio : Cattleya
- Distribution : (Italie) Universal Pictures
- Pays :  Italie
- Couleur : Couleur
- Audio : Sound
- 2.35:1 Ratio
- Genre : Comédie
- Durée : 108 min
- Date de sortie : 2009

## Distribution
- Luca Argentero : Piero
- Claudia Gerini : Adele
- Filippo Nigro : Remo
- Francesco Pannofino : Galeazzo
- Giuseppe Cederna : Serafini
- Antonio Catania : Armure
- Rinaldo Rocco : Samuel

## Distinctions
- Ruban d'argent 2009 : Meilleur scénario
- Ciak d'oro de la meilleure actrice : Claudia Gerini

## Box-office
En Italie, le film a rapporté 3 214 000 €, dont 1,1 million lors de la première semaine[réf. souhaitée].